# کاترین مک‌نامارا
کاترین مک‌نامارا (انگلیسی: Katherine McNamara؛ زادهٔ ۲۲ نوامبر ۱۹۹۵) یک هنرپیشه، خواننده و ترانه‌سرا اهل ایالات متحده آمریکا است. وی از سال ۲۰۰۷ میلادی تاکنون مشغول فعالیت بوده‌است. او برای بازی در شکارچیان سایه برندهٔ جایزه برگزیده نوجوانان و جایزه برگزیده مردم شده‌است.

## گزیدهٔ آثار

### سینما
- شب سال نو (۲۰۱۱)
- وصیت‌نامه (۲۰۱۱)
- تام سایر و هاکلبری فین (۲۰۱۴
- دونده مارپیچ: مشقت‌های اسکرچ (۲۰۱۵)
- دونده مارپیچ: علاج مرگ (۲۰۱۸)
- سقوط ایر فورس وان (۲۰۲۴)
- جید (۲۰۲۴)

### تلویزیون
- شکارچیان سایه (۲۰۱۶)
- سی‌اس‌آی (۲۰۱۴)
- تماس (۲۰۱۳)
- گلی (۲۰۱۲)
- ۳۰ راک (۲۰۱۱)
- نظم و قانون: واحد قربانیان ویژه (۲۰۱۱)
- ارو (۲۰۱۸–۲۰۲۰)
- فلش (۲۰۱۹، ۲۰۲۱)